# مرجع راهبرد امور مالی انگلستان
ناظر امور مالی  (انگلیسی: Financial Conduct Authority) یک مرجع نظارتی در انگلستان و تحت نظر وزارت خزانه‌داری و پارلمان بریتانیا است. این مرجع نظارتی در سال ۲۰۱۳ تأسیس شد. از وظایف این نهاد مالی نظارت بر فعالیت‌های کارگزاری‌های فعال در فارکس در جهت حمایت و حفظ سرمایهٔ کاربران کارگزاری‌ها است.